# Gare de Morières-lès-Avignon
Gare de Morières-lès-Avignon – przystanek kolejowy w Morières-lès-Avignon, w departamencie Vaucluse, w regionie Prowansja-Alpy-Lazurowe Wybrzeże, we Francji.
Została otwarta w 1868 przez Compagnie des chemins de fer de Paris à Lyon et à la Méditerranée. Jest stację Société nationale des chemins de fer français (SNCF), obsługiwaną przez pociągi TER Provence-Alpes-Côte d’Azur.

## Położenie
Stacja znajduje się na linii Awinion – Miramas, w km 8,976, na wysokości 41 m, pomiędzy stacjami Montfavet i Saint-Saturnin-d’Avignon.

## Linie kolejowe
- Awinion – Miramas